# Сарагоса (провінція)
Сараго́са (ісп. Zaragoza) — провінція на півночі Іспанії у складі автономного співтовариства Арагон. Вона межує з провінціями Льєйда, Таррагона, Теруель, Гвадалахара, Сорія, Ла-Ріоха, Наварра і Уеска. Адміністративний центр — місто Сарагоса, яке є одночасно столицею автономної спільноти Арагон.
Площа провінції — 17 274 км². Населення — 970 313 чол., з них більше двох третин живе у столиці, густота населення — 56,17 осіб/км². Адміністративно поділяється на 292 муніципалітети, більшість з яких являють собою невеликі села з населенням менше 300 чоловік.